# Andreas Glyniadakis
Andreas Glyniadakis, en griego Ανδρέας Γλυνιαδάκης (La Canea, 26 de agosto de 1981) es un jugador de baloncesto griego que está sin equipo. Con 2,16 metros de estatura, juega en la posición de pívot.

## Trayectoria deportiva

### Profesional
Debutó profesionalmente con 16 años en el Panathinaikos BC, donde permaneció durante cuatro temporadas antes de fichar por el Panellinios Atenas, donde jugó una temporada en la que promedió 11,6 puntos y 7,9 rebotes, marchándose en 2002 al Peristeri BC, promediando 4,3 puntos y 3,7 rebotes.
Fue elegido en la quincuagésimo octava y última posición del Draft de la NBA de 2003 por Detroit Pistons, pero no llegó a debutar en la liga estadounidense, volviendo a la liga griega para fichar por el AEK Atenas, donde en su primera temporada promedió 5,1 puntos y 3,3 rebotes por partido.
Se marchó a Estados Unidos en 2005 para jugar en el Roanoke Dazzle de la NBA D-League, de donde pasó a los Albuquerque Thunderbirds, donde promedió 12,8 puntos y 5,8 rebotes, proclamándose campeón de liga esa temporada. Al año siguiente fichó como agente libre por los Seattle SuperSonics, debutando por fin en la NBA, jugando 13 partidos en los que promedió 1,3 puntos.
Tras jugar una temporada más con los Thunderbirds, regresó a Europa para fichar por el VidiVici Bologna de la liga italiana, pero solo jugó 11 partidos, en los que promedió 2,6 puntos y 1,8 rebotes. Fichó entonces por el Maroussi BC de su país, ganándose la renovación por una temporada más, tras promediar 5,4 puntos y 3,2 rebotes y ayudando a alcanzar las semifinales de la liga griega.
En 2009 fichó por el Olympiacos, donde a pesar de los rumores que le situaban en el Union Olimpia esloveno, en 2011 renovó con el conjunto griego.

### Selección nacional
Tras pasar por todas las categorías inferiores de la selección griega, llegó a la absoluta, con la que participó en el EuroBasket 2009, consiguiendo la medalla de bronce. Preciamente había participado en los Juegos Olímpicos de Pekín 2008, donde alcanzaron el quinto puesto.

## Estadísticas de su carrera en la NBA

### Temporada regular
| Temporada | Edad | Equipo              | Liga | P  | TIT | MIN | TC  | TCA | %TC  | 3P  | 3PA | %3P | TL  | TLA | %TL  | R.OF. | R.DEF. | REB | ASIS | ROB | TAP | PER | FP  | PTS |
| 2006-07   | 25   | Seattle SuperSonics | NBA  | 13 | 4   | 6.2 | 0.6 | 1.3 | .471 | 0.0 | 0.0 |     | 0.1 | 0.2 | .500 | 0.2   | 0.5    | 0.6 | 0.1  | 0.0 | 0.0 | 0.7 | 1.5 | 1.3 |
| Total     |      |                     | NBA  | 13 | 4   | 6.2 | 0.6 | 1.3 | .471 | 0.0 | 0.0 |     | 0.1 | 0.2 | .500 | 0.2   | 0.5    | 0.6 | 0.1  | 0.0 | 0.0 | 0.7 | 1.5 | 1.3 |